# Peleas de Arriba

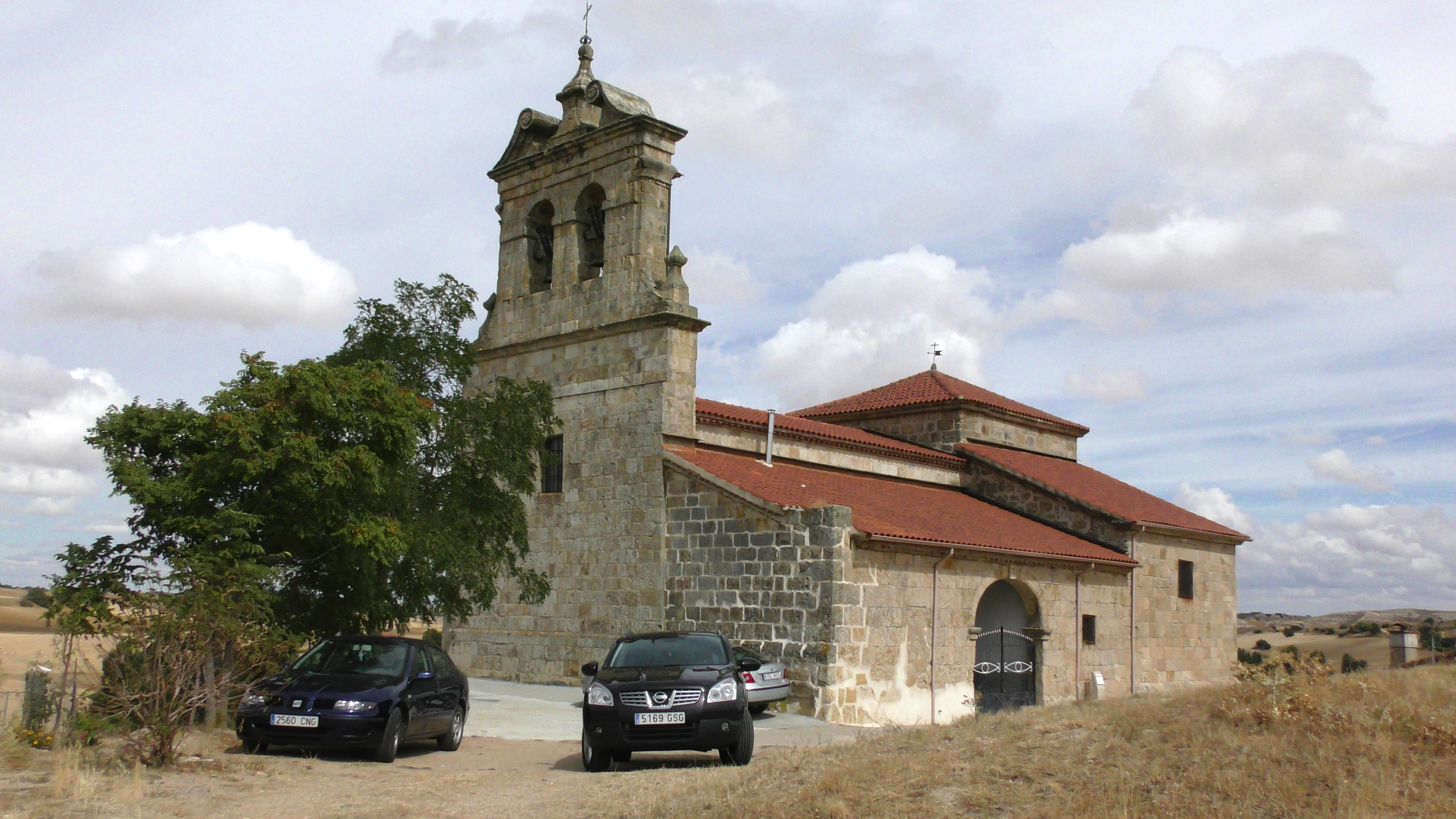
Iglesia parroquial de San Fernando

Peleas de Arriba es una localidad del municipio de Corrales del Vino, en la provincia de Zamora (España), en la comarca de Tierra del Vino. Destaca por ser el lugar de nacimiento del rey Fernando III, el Santo. En 2024 contaba con 148 habitantes.

## Ubicación
Limita al norte con Corrales del Vino y Villanueva de Campeán, al sur con El Cubo del Vino, al este con Fuente el Carnero y al oeste con Cabañas de Sayago.

## Topónimo
Llamarse Peleas es cuando menos curioso, pero el nombre del pueblo, tanto el de Abajo como el de Arriba, tiene su explicación, y la toponimia ha sido bien estudiada por distintos autores, que han dado su parecer sobre el asunto. Parece claro que la zona fue un lugar de fricción durante varios siglos entre moros y cristianos, separados por el arroyo de Valparaíso, lo que justificaría el nombre, que también encuentra acepciones similares en otros puntos del país con palabras de origen visigodo y que harían referencia a una prominencia del terreno. Peleas de Abajo está más al norte que Peleas de Arriba, pero el apellido no está equivocado, ya que está en la parte baja del curso del arroyo de Valparaíso, que nace precisamente en el pueblo vecino
La leyenda popular, sin embargo, parece referir su nombre a que la zona, frondosa en arbolado, era refugio de bandoleros que asaltaban a los viajeros que recorrían la Vía de la Plata. Su nombre de arriba (o Peleas "Susanas" o "de Suso", situado algo más al noreste) sirve para diferenciar al pueblo de Peleas de Abajo (o "de Yuso").

## Demografía
| Gráfica de evolución demográfica de Peleas de Arriba entre 1842 y 1960 |
| |
| Población de derecho según los censos de población del INE Población de hecho según los censos de población del INEEn 1967 este municipio desaparece porque se integra en el municipio de Corrales |

## Comunicaciones
Atraviesa la localidad la carretera nacional N-630 que une Gijón con Sevilla y que permite la comunicación con la capital municipal en dirección norte, donde se puede también acceder a la autovía Ruta de la Plata, de igual recorrido que la anterior.
En cuanto al transporte público se refiere, tras el cierre del Ferrocarril Ruta de la Plata, que pasaba por el cercano municipio de El Cubo de Tierra del Vino y tenía parada en el mismo, no existen servicios de tren en el municipio ni en los vecinos, ni tampoco línea regular con servicio de autobús, siendo las estaciones más cercanas las de Zamora capital. Por otro lado el aeropuerto de Salamanca es el más cercano, estando a unos 60 km de distancia.

## Patrimonio

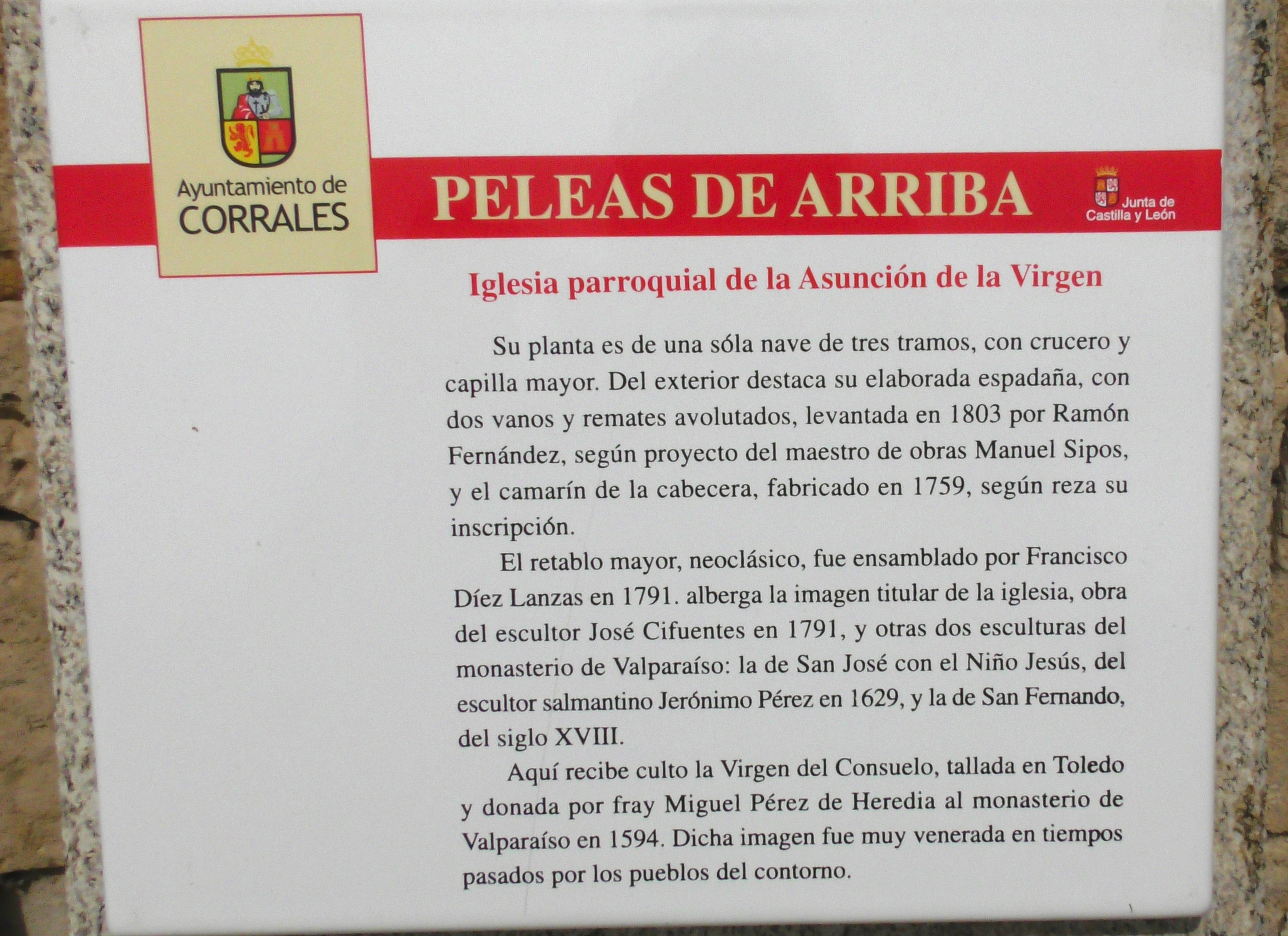
Iglesia de San Fernando. Cartela explicativa.

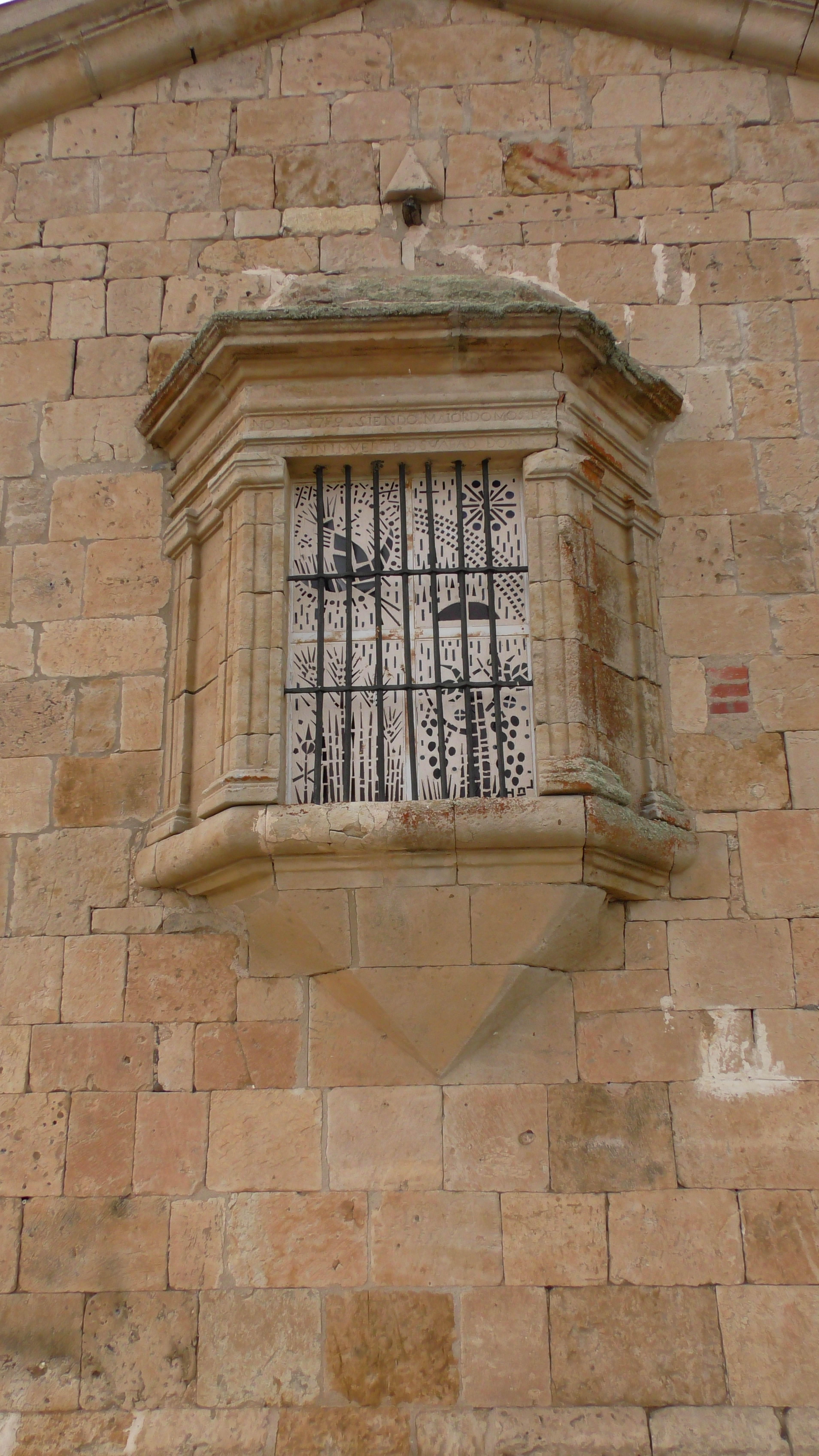
Iglesia de San Fernando. Ventanal de la cabecera.

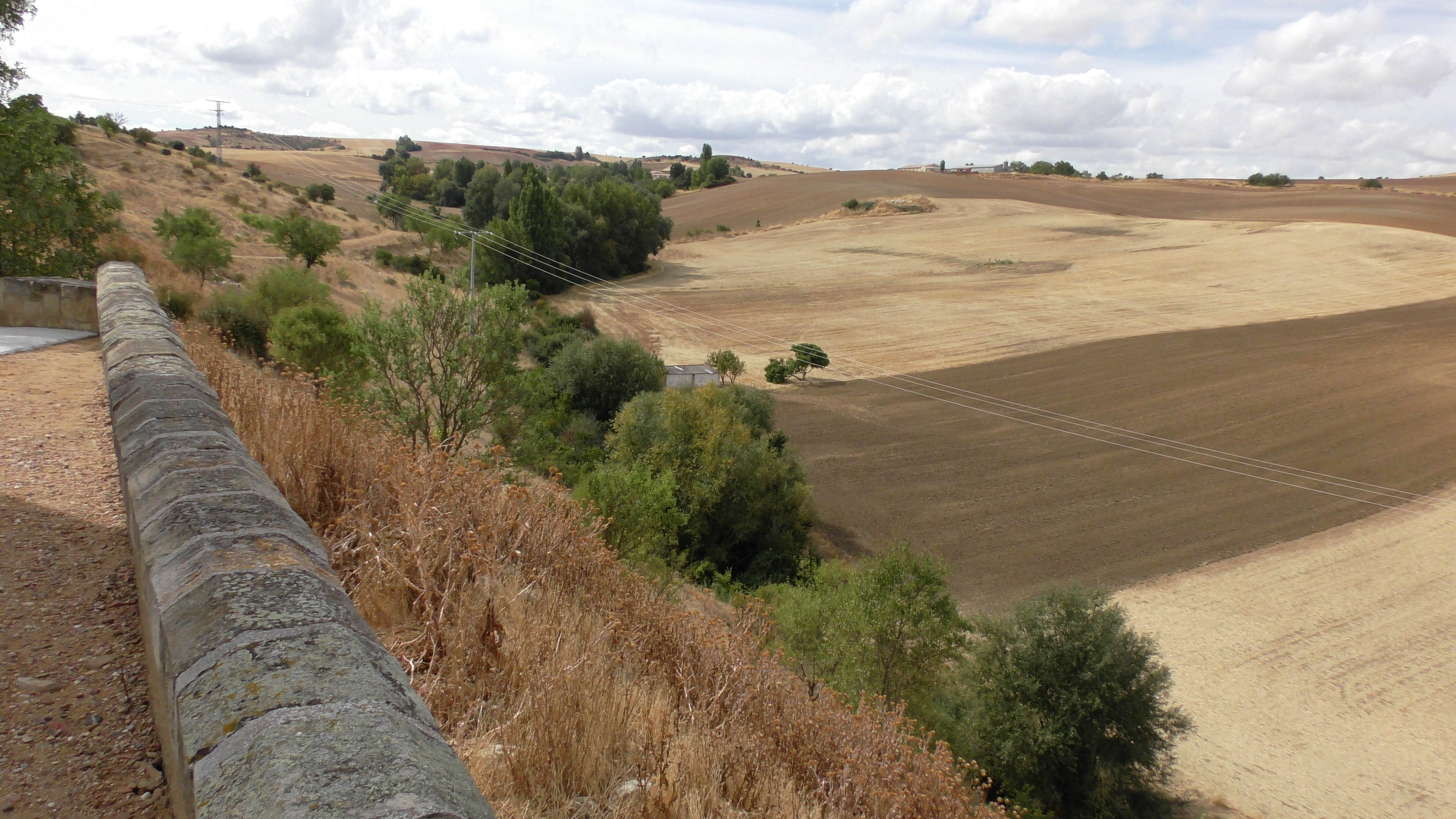
Panorama desde la iglesia

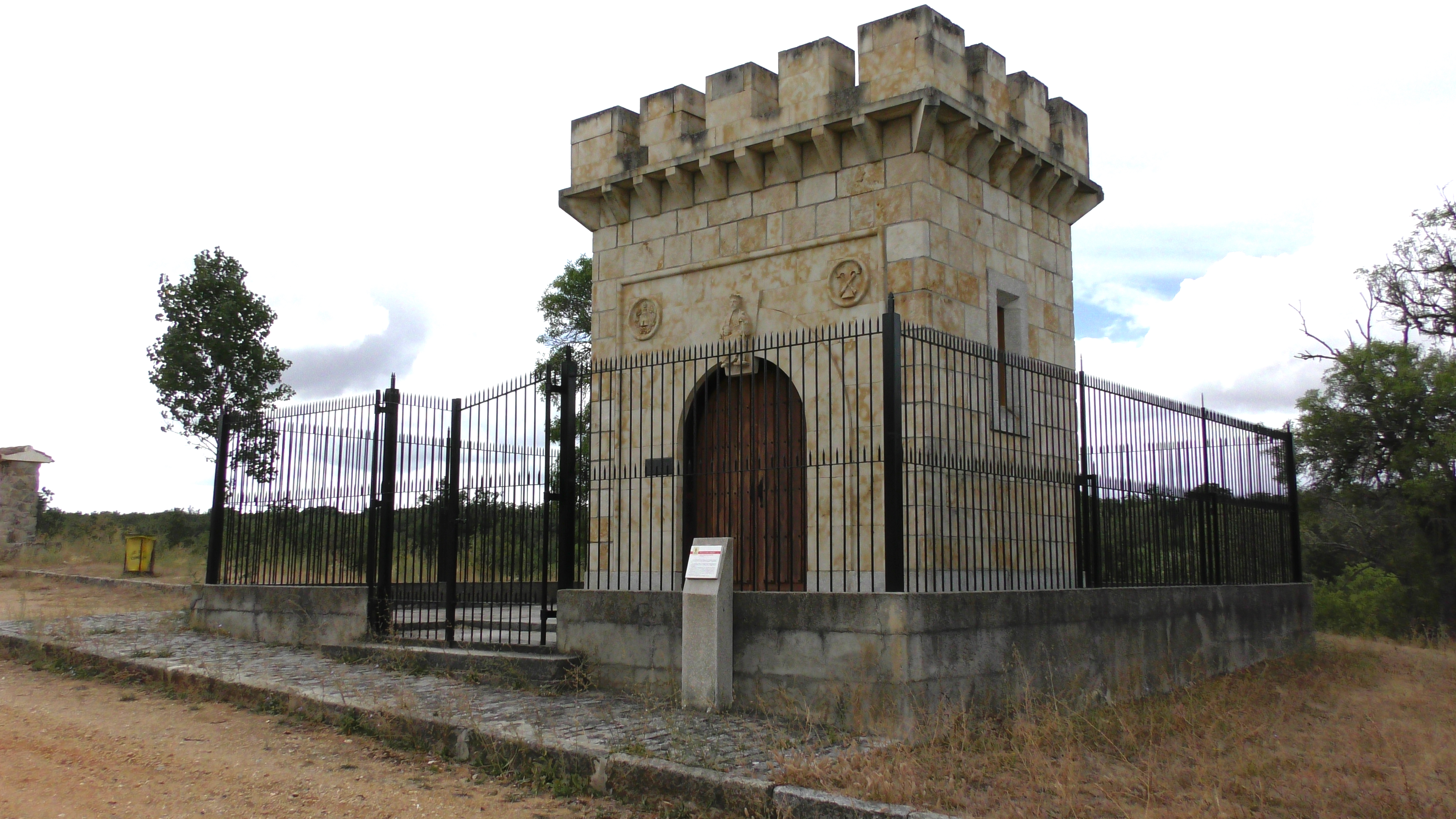
Monumento a Fernando III de Castilla. Carretera de Salamanca.

La iglesia está bajo la advocación de San Fernando, y en honor a este rey santo (Fernando III de Castilla El Santo) se celebran las fiestas cada 30 de mayo. La patrona de Peleas de Arriba es Nuestra Señora de la Asunción, por lo cual las fiestas se celebran los días 8 y 9 septiembre. 
La fama le viene al pueblo por haber estado situado en su término municipal el Monasterio de Valparaíso, que fue en sus días uno de los mayores centros del Císter en España. Tras la desamortización, los habitantes de los pueblos cercanos utilizaron sus piedras como materiales de construcción, de tal forma que hoy sólo se conservan las bodegas. En el lugar donde estuvo el monasterio existe un monumento consistente en una pequeña capilla construida por el Arma de Ingenieros del Ejército español.
En él se dice que nació el rey Fernando III de Castilla (conocido como El Santo) en el año 1201. El rey favoreció siempre al monasterio donde nació, y en gran medida gracias a él pudo ampliar sus territorios y su poder.
Otro de los personajes ligados al monasterio fue Martín Cid.